# Krista
Krista je žensko osebno ime.

## Izvor imena
Ime Krista je različica ženskega osebnega imena Kristina.

## Pogostost imena
Po podatkih Statističnega urada Republike Slovenije je bilo na dan 31. decembra 2007 v Sloveniji število ženskih oseb z imenom Krista: 111.

## Osebni praznik
Osebe z imenom Krista lahko godujejo takrat kot osebe z imenom Kristina.